# Catherine II de Valois
Catherine II de Valois, född 15 april 1303, död i oktober 1346 i Neapel, var latinsk tronpretendent och titulärkejsarinna av Konstantinopel 1308-1346. Hon var genom äktenskap drottning av Albanien och furstinna av Taranto och Achaia. Catherine var regent i Achaia 1332-41 och guvernör av Kefalonia 1341-46. Hon var dotter till den latinska titulärkejsarinnan Catherine I de Courtenay och den franske prinsen greve Karl av Valois och halvsyster till Filip VI av Frankrike. 

## Biografi
Catherine ärvde sin mors anspråk på den latinska tronen i Konstantinopel 11 oktober 1307. Hennes far försvarade hennes tronanspråk fram till sin död 1325. Catherine trolovades med Hugo av Burgund som spädbarn den 15 april 1303, men trolovningen bröts 1312, och i juli 1313 gifte hon sig med furst Filip I av Taranto, kung av Albanien och furste av Achaia. Hennes make Filip blev genom äktenskapet titulärkejsare med namnet Filip II. Paret levde vid hovet i Neapel i Italien, där Catherine utövade en del inflytande. Hon ska också ha haft flera älskare, bland andra Niccolò Acciaioli. Hon deltog aktivt i äktenskapspolitiken och försökte förhindra äktenskapsalliansen mellan Maria av Kalabrien och hertig Karl av Durazzo.    
Filip dog 23 december 1332, och parets 12-årige son Robert efterträdde honom i Taranto. Året därpå blev Robert furste av Achaia efter ett avtal med sin farbror Johan av Gravina. Robert ansågs dock för ung att regera, och Catherine utsågs till hans medregent. Hon anlände till Achaia år 1338 och regerade fram till 1341. Hon gav asyl åt Nikephoros II Orsini av Epirus och stödde honom mot kejsar Andronikos III Palaiologos. År 1341 blev Robert myndig och hennes närvaro i Achaia var inte längre önskvärd. 
Hon utnämndes till guvernör av Kefalonia och ägnade sig åt detta ämbete fram till sin död fem år senare. År 1346 gav hon asyl åt Karl av Artois och dennes son Bertrand mot Johanna I, som misstänkte dem för att ha mördat hennes make Andreas av Ungern, och förklarade att hon skulle straffa dem själv om de visade sig skyldiga. Hon stödde sin son Ludvig av Taranto som make åt Johanna I av Neapel framför sin äldre son Robert.